# Akpadanou
Akpadanou est l'un des huit arrondissements de la commune d'Adjohoun dans le département de l'Ouémé au Bénin.

## Géographie
L'arrondissement de Akpadanou est situé au sud-est du Bénin et compte 9 villages que sont Allandohou I, Allandohou II, Dekanme, Fonly, Houedo-ague, Houedo-wo, Houinsa, Kpatinsa et Sokpetinkon.

## Démographie
Selon le recensement de la population de 2013 conduit par l'Institut national de la statistique et de l'analyse économique (INSAE), Akpadanou compte 8571 habitants.